# Cortes Territoriales de los Estados Unidos
Las Cortes territoriales de los Estados Unidos son Cortes establecidas los territorios de los Estados Unidos por el Congreso de los Estados Unidos, en virtud de las facultades que le confiere el artículo IV de la Constitución de los Estados Unidos, la Cláusula Territorial. La mayoría de las cortes territoriales de los Estados Unidos han desaparecido porque los territorios bajo su jurisdicción se han convertido en estados o han dejado de ser tales.
En la actualidad hay tres cortes territoriales en funcionamiento:
- Corte de Distrito de Guam
- Corte de Distrito de las Islas Marianas del Norte
- Corte de Distrito de las Islas Vírgenes

Su jurisdicción es similar a la de las cortes de distrito de los Estados Unidos, pero a pesar de la similitud de nombres, no son "cortes de distrito de los Estados Unidos".  Las "cortes de distrito de los Estados Unidos", creados en virtud del artículo III de la Constitución de los Estados Unidos, sólo existen en los distritos judiciales federales de los Estados Unidos que sólo se encuentran en los 50 estados de los Estados Unidos, el Distrito de Columbia y Puerto Rico.
Las propias cortes territoriales, como cortes del artículo IV, también asumen la jurisdicción de una Corte de Quiebras de los Estados Unidos en sus respectivos territorios; no tienen cortes de quiebras separados bajo su supervisión, como las cortes de distrito de los Estados Unidos del artículo III.
Los Jueces del artículo IV no tienen autoridad para decidir sobre las apelaciones de los demandantes ni para ser nombrados miembros de una Corte de Apelaciones de los Estados Unidos. El caso Nguyen v. United States, 540 U.S. 935 (2003), planteó la cuestión de si un panel del Corte de Apelaciones formado por dos jueces del Artículo III y un juez del Artículo IV tenía autoridad para decidir sobre las apelaciones de los peticionarios. El Corte Supremo de EE. UU. declaró que no.
No hay cortes federales en el territorio de Samoa Americana. Los asuntos de derecho federal que surgen en Samoa Americana se han resuelto generalmente en el Distrito de Hawaii o en el Distrito de Columbia..